# لونغوي
لونغوي (بالفرنسية: Longueuil)‏ مدينة تقع جنوب مونتريال في مقاطعة كيبك الكندية. تقع المدينة على الضفة الجنوبية لنهر سان لوران قبالة مدينة مونتريال. تعد بمثابة ضاحية سكنية كبيرة لمدينة مونتريال ويربطهما خط مترو.

## المناخ
يظهر الجدول التالي التغييرات المناخية على مدار السنة للونغوي:
| البيانات المناخية لـلونغوي         | البيانات المناخية لـلونغوي | البيانات المناخية لـلونغوي | البيانات المناخية لـلونغوي | البيانات المناخية لـلونغوي | البيانات المناخية لـلونغوي | البيانات المناخية لـلونغوي | البيانات المناخية لـلونغوي | البيانات المناخية لـلونغوي | البيانات المناخية لـلونغوي | البيانات المناخية لـلونغوي | البيانات المناخية لـلونغوي | البيانات المناخية لـلونغوي | البيانات المناخية لـلونغوي |
| الشهر                              | يناير                      | فبراير                     | مارس                       | أبريل                      | مايو                       | يونيو                      | يوليو                      | أغسطس                      | سبتمبر                     | أكتوبر                     | نوفمبر                     | ديسمبر                     | المعدل السنوي              |
| ---------------------------------- | -------------------------- | -------------------------- | -------------------------- | -------------------------- | -------------------------- | -------------------------- | -------------------------- | -------------------------- | -------------------------- | -------------------------- | -------------------------- | -------------------------- | -------------------------- |
| الدرجة القصوى قرينة الرطوبة        | 15.4                       | 15.5                       | 23.4                       | 34.7                       | 38.7                       | 47.2                       | 46.2                       | 46.9                       | 41.8                       | 34.5                       | 24.9                       | 18.0                       | 47.2                       |
| الدرجة القصوى °م (°ف)              | 13.9 (57.0)                | 15.3 (59.5)                | 23.7 (74.7)                | 30.6 (87.1)                | 33.3 (91.9)                | 35.0 (95.0)                | 35.6 (96.1)                | 35.6 (96.1)                | 33.8 (92.8)                | 28.9 (84.0)                | 22.8 (73.0)                | 17.1 (62.8)                | 35.6 (96.1)                |
| متوسط درجة الحرارة الكبرى °م (°ف)  | −5.6 (21.9)                | −3.2 (26.2)                | 2.3 (36.1)                 | 11.3 (52.3)                | 19.1 (66.4)                | 23.8 (74.8)                | 26.3 (79.3)                | 25.4 (77.7)                | 20.5 (68.9)                | 13.0 (55.4)                | 5.6 (42.1)                 | −1.5 (29.3)                | 11.4 (52.5)                |
| المتوسط اليومي °م (°ف)             | −10.4 (13.3)               | −8.2 (17.2)                | −2.5 (27.5)                | 5.7 (42.3)                 | 12.9 (55.2)                | 17.9 (64.2)                | 20.6 (69.1)                | 19.5 (67.1)                | 14.7 (58.5)                | 7.9 (46.2)                 | 1.5 (34.7)                 | −5.8 (21.6)                | 6.2 (43.1)                 |
| متوسط درجة الحرارة الصغرى °م (°ف)  | −15.1 (4.8)                | −13.1 (8.4)                | −7.3 (18.9)                | 0.1 (32.2)                 | 6.7 (44.1)                 | 11.9 (53.4)                | 14.8 (58.6)                | 13.6 (56.5)                | 8.8 (47.8)                 | 2.7 (36.9)                 | −2.6 (27.3)                | −10.1 (13.8)               | 0.9 (33.6)                 |
| أدنى درجة حرارة °م (°ف)            | −36.1 (−33.0)              | −37.2 (−35.0)              | −36.1 (−33.0)              | −15.0 (5.0)                | −4.4 (24.1)                | 0.0 (32.0)                 | 4.9 (40.8)                 | 1.7 (35.1)                 | −4.9 (23.2)                | −8.9 (16.0)                | −22.8 (−9.0)               | −37.2 (−35.0)              | −37.2 (−35.0)              |
| أدنى درجة حرارة تبريد الرياح       | −49.0                      | −46.0                      | −40.0                      | −26.0                      | −10.0                      | 0                          | 0                          | 0                          | −6.0                       | −14.0                      | −30.0                      | −45.0                      | −49.0                      |
| الهطول مم (إنش)                    | 75.8 (2.98)                | 61.9 (2.44)                | 71.6 (2.82)                | 82.7 (3.26)                | 81.7 (3.22)                | 87.3 (3.44)                | 96.8 (3.81)                | 88.3 (3.48)                | 84.5 (3.33)                | 87.0 (3.43)                | 104.3 (4.11)               | 88.8 (3.50)                | 1٬010٫7 (39.82)            |
| معدل هطول الأمطار مم (إنش)         | 26.4 (1.04)                | 22.8 (0.90)                | 33.9 (1.33)                | 67.8 (2.67)                | 81.5 (3.21)                | 97.3 (3.83)                | 96.8 (3.81)                | 88.3 (3.48)                | 84.5 (3.33)                | 85.3 (3.36)                | 84.4 (3.32)                | 39.4 (1.55)                | 808.4 (31.83)              |
| متوسط تساقط الثلوج سم (إنش)        | 52.0 (20.5)                | 39.0 (15.4)                | 36.5 (14.4)                | 13.4 (5.3)                 | 0.2 (0.1)                  | 0 (0)                      | 0 (0)                      | 0 (0)                      | 0 (0)                      | 1.4 (0.6)                  | 18.0 (7.1)                 | 48.8 (19.2)                | 209.3 (82.6)               |
| متوسط أيام هطول الأمطار (≥ 0.2 mm) | 17.4                       | 13.8                       | 14.2                       | 13.4                       | 13.7                       | 12.4                       | 12.4                       | 11.5                       | 10.8                       | 13.1                       | 15.6                       | 16.3                       | 164.6                      |
| متوسط الأيام الممطرة (≥ 0.2 mm)    | 4.5                        | 4.5                        | 7.5                        | 11.7                       | 13.7                       | 12.2                       | 12.3                       | 11.5                       | 10.8                       | 12.7                       | 12.3                       | 6.0                        | 119.7                      |
| متوسط الأيام المثلجة (≥ 0.2 cm)    | 15.4                       | 11.8                       | 9.3                        | 3.5                        | 0.14                       | 0                          | 0                          | 0                          | 0                          | 0.74                       | 5.7                        | 12.9                       | 59.48                      |
| المصدر: Environment Canada         |                            |                            |                            |                            |                            |                            |                            |                            |                            |                            |                            |                            |                            |

## السكان
بلغ عدد سكانها 229,330 نسمة حسب التعداد العام للسكان عام 2006.
توجد جالية عربية كبيرة في لونغوي.

## أعلام
- برونو جيرفيه
- باول برات
- بيير بوشارد
- إيف داوست
- روزاريو بوردن
- ماريلو
- جوسلين بلوين
- ليو ميجر
- دانيال روبن
- دايفيد طومسون